# راب جهرلینگ
راب جهرلینگ (انگلیسی: Rob Jahrling؛ زادهٔ ۱۴ فوریهٔ ۱۹۷۴) ورزشکار روئینگ اهل استرالیا است. او در مسابقات کشوری و بین‌المللی در مجموع برندهٔ ۳ مدال نقره شده‌است.